# إدواردو دي بيدرو
إدواردو دي بيدرو هو سياسي أرجنتيني، ولد في 11 نوفمبر 1976 في مدينة مرسيدس، مقاطعة بوينس آيرس في الأرجنتين. نشط حزبياً في الحزب العدلي. وقد انتخب وزير الداخلية الأرجنتين (10 ديسمبر 2019 – ) وانتخب عضو مجلس النواب في الأرجنتين ‏ عن دائرة بوينس آيرس (10 ديسمبر 2011 – 26 فبراير 2015) وانتخب عضو مجلس النواب في الأرجنتين ‏ عن دائرة بوينس آيرس وقد انضم خلال فترته النيابية (10 ديسمبر 2015 – 10 ديسمبر 2019) للكتلة البرلمانية Front for Victory ‏.